# 194-й гвардейский военно-транспортный авиационный полк
194-й гвардейский военно-транспортный авиационный Брянский Краснознамённый полк имени Н. Ф. Гастелло — формирование (воинская часть, авиационный полк) военно-транспортной авиации СА ВС СССР.
Сокращённое наименование — 194 втап.

## История наименований
- 1-я отдельная тяжелобомбардировочная бригада;
- 1-й отдельный тяжёлый бомбардировочный авиационный полк;
- 1-й тяжёлый бомбардировочный авиационный полк;
- 1-й авиационный полк дальнего действия;
- 1-й гвардейский авиационный полк дальнего действия;
- 1-й гвардейский авиационный Краснознамённый полк дальнего действия;
- 1-й гвардейский авиационный Брянский Краснознамённый полк дальнего действия;
- 1-й гвардейский бомбардировочный авиационный Брянский Краснознамённый полк;
- 194-й гвардейский бомбардировочный авиационный Брянский Краснознамённый полк;
- 194-й гвардейский транспортный авиационный Брянский Краснознамённый полк;
- 194-й гвардейский транспортный авиационный Брянский Краснознамённый полк имени Н. Ф. Гастелло;
- 194-й гвардейский военно-транспортный авиационный Брянский Краснознамённый полк имени Н. Ф. Гастелло;
- 63-й гвардейский отдельный военно-транспортный авиационный полк ВВС Узбекистана;
- Войсковая часть (полевая почта) 15474.

## История формирований, переформирований и переименований полка
- 26 апреля 1932 года приказом Народного комиссара по военным и морским делам СССР К.Е. Ворошилова в городе Ростове-на-Дону на аэродроме Военвед была сформирована 21-я тяжелобомбардировочная Ростовская бригада в составе двух авиационных эскадрилий на самолётах ТБ-1, ТБ-3 и Р-5. Всего в составе бригады планировалось сформировать четыре бомбардировочные и одну истребительную эскадрильи, а по штатам военного времени — пять эскадрилий из 116 самолётов и 3362 человек личного состава[2]
- В 1933 году при бригаде был сформирован авиадесантный батальон особого назначения под командованием начальника парашютно-десантной службы (ПДС) бригады капитана Василия Ивановича Харахонова. 18 августа 1934 года на аэродроме Ростова-на-Дону впервые была осуществлена массовая выброска парашютистов.
- В соответствии с приказом НКО СССР № 0017 от 21 мая 1938 года 21-я тяжелобомбардировочная Ростовская авиабригада была преобразована в 1-й отдельный тяжёлый бомбардировочный полк в составе АОН-3[2].
- 31 марта 1942 года 1-й тяжёлый бомбардировочный авиационный полк переименован в 1-й авиационный полк дальнего действия.
- 18 августа 1942 года за боевые заслуги полк преобразован в 1-й гвардейский авиационный полк дальнего действия.
- В 1946 году полк был передан в состав десантно-транспортной авиации ВДВ[2]. Полк был переименован в 194-й гвардейский Брянский Краснознамённый авиационный транспортный полк ВДВ[2].
- В июле 1956 года полк вместе с 1-й авиадивизией из авиации ВДВ был передан в состав ВТА ВВС СССР[2]. Полк был переименован в 194-й гвардейский Брянский Краснознамённый военно-транспортный авиационный полк[2].
- 194-й гвардейский военно-транспортный авиационный Брянский Краснознамённый полк имени Н. Ф. Гастелло в 1992 году был передан на баланс ВВС Узбекистана, без смены места дислокации. В 1995 году полк был переименован в 63-й отдельный гвардейский военно-транспортный авиационный полк ВВС Узбекистана, с сохранением в полку советского боевого знамени 1-го отдельного тяжёлого бомбардировочного авиационного полка и условного наименования — в/ч 15474.
- Полк был расформирован в 1999 году на аэродроме Фергана, в связи с плановыми сокращениями ВС Узбекистана. На материально-технической базе и структуре полка был сформирован новый смешанный авиационный полк, который через три года окончательно прекратил своё существование. Боевое знамя полка и исторический формуляр части были переданы в музей МО Узбекистана. По ходатайству ветеранов полка 26 декабря 2003 года Боевое Знамя 1-го гвардейского Брянского Краснознаменного авиационного полка им. Н.Ф. Гастелло было передано на хранение в Центральный музей Вооружённых Сил.

## Исторические факты и события в деятельности полка[3]
- Начиная с 1937 года первые три экипажа полка были откомандированы в Китай, на аэродром Урумчи, для оказания разносторонней военной помощи. Перелёт выполнялся через Памир. При посадке в Китае один из самолётов группы был разбит и сгорел, получил сильные ожоги бортстрелок. Затем в рамках помощи выполнялась передача самолётов ТБ-3 китайской стороне и обучение китайских специалистов. Всего в период 1937-1939 гг в Китае побывало 18 экипажей полка. За успешное выполнение заданий при оказании интернациональной помощи часть личного состава была отмечена государственными наградами.
- Летом 1939 года шесть экипажей 2-й авиационной эскадрильи полка откомандированы на Дальний восток (в г. Читу), в связи с развивающимся военным конфликтом на Халхин-Голе. Группа вошла в сводный бомбардировочный отряд с базированием на монгольском аэродроме Обо-Самон, откуда выполнялись вылеты на транспортировку грузов и на бомбардировки. После прекращения боевых действий экипажи оставили свои самолёты на Дальнем Востоке и убыли к себе в полк. По результатам командировки 19 человек были награждены орденами и медалями.
- Осенью 1939 года, в связи со сложной международной политической обстановкой (началась ВМВ), полк полным составом перелетел с ростовского аэродрома на аэродром Борисполь (г. Киев), а после входа советских войск на территорию западной Украины отряд из шести бомбардировщиков перебазировался под Львов. После окончания операции 25 сентября личный состав 1-го отдельного тбап вернулся на свою базу.
- Советско-финская война. 20 февраля 1940 года две оперативные группы полка перебазировались под Петрозаводск, откуда выполнялись боевые вылеты. Два ТБ-3 были сбиты, из них один совершил вынужденную посадку на лед озера Муртоселкё, экипаж вступил в перестрелку с солдатами противника. В плен попали три бортстрелка, по возвращению в СССР они были арестованы и осуждены. 13 марта 1940 года боевые действия на финском фронте прекратились и 2 апреля экипажи полка возвратились в Ростов-на-Дону.
- В начале июня 1940 года экипажи полка перелетели на аэродромы Белоруссии, а с 15-16 июня 1940 года начали выполнять перевозки войск и грузов на аэродромы Литвы. Дислоцировались наши летчики в различных городах Прибалтики, в основном на аэродромах Каунас и Паневежис. Вся эта операция именовалась в документах «ликвидацией конфликта с Прибалтийскими странами».
- Во время Бессарабской компании РККА 1940 года полк участвовал в выброске авиационного десанта в районе города Болград и десантировании в районе Измаила.
- Перед Великой Отечественной войной полк перебазировался на аэродром Шайковка Калужской области. Самолётов ТБ-3 – 41, в том числе исправных – 36; экипажей — 41, в том числе боеготовых — 36.

Боевой путь полка в годы ВОВ (кратко):
- - Бои на западном направлении летом-осенью 1941 года. Базирование полка — аэродром Шайковка
  - Битва за Москву; базирование полка первоначально аэродром Монино, затем другие подмосковные аэродромы. Из-за высоких боевых потерь полка и высокой аварийности в начале 1942 года был арестован командир полка полковник Филиппов Иван Васильевич
  - В феврале 1942 года экипажи полка принимали участие в Вяземской воздушно-десантной операции. Экипажи работали с подмосковного аэродрома Раменское.
  - С апреля по июнь 1942 года полк базируется на аэродроме Монино.
  - В боях под Москвой, с октября 1941 по май 1942 года, полк, действуя с аэродромов Добринское, Ногинск и Монино, совершил 752 боевых вылета.
  - 4 августа 1942 года в полку произошла катастрофа — столкновение в воздухе двух бомбардировщиков
  - В ночь с 10 на 11 августа 1942 года при бомбежке переправы недалеко от города Калач взорвался в воздухе самолёт командира корабля Анатолия Ивановича Берлинера. Экипаж погиб[4].
  - В августе 1942 года часть экипажей перелетела на аэродром Никифоровка Тамбовской обл., для участия в боях под Сталинградом, остальная часть полка проходит переучивание в Ногинске на самолёт Ли-2. 19 августа полк в полном составе перебазирован на аэродром Никифоровка. 7 сентября 1942 года на аэродроме Никифоровка полку было вручено гвардейское Знамя. Основными целями экипажей полка в этот период были переправы через Дон, а также скопления войск у населенных пунктов Ржевка, Разгуляевка, Гумрак, Городище, Песковатка, Вороново и др. В этот период по разным причинам было потеряно 46 самолётов.
  - После окончания Сталинградской битвы полк в ходе Харьковской операции участвует в освобождении городов Курск и Люботин.
  - С 4 по 18 апреля 1943 года полк временно базировался на аэродроме Мичуринск, затем вновь вернулся на аэродром Никифоровка, где находился до 15 мая 1943 года.
  - В мае 1943 года полк перебазировался в Ставропольский край на аэродром г. Ново-Александровска. Экипажи полка наносили бомбовые удары по вражеским войскам в районах станиц Варениковская, Киевская, Крымская, Молдованская, Нижнебаканская, Старотитаровская и аэродромам в Крыму: Багерово, Евпатория, Заморек, Кача, Керчь, Саки, Сарабуз.
  - В период с октября и до конца 1943 года аэродромами базирования полка были: ст. Никифоровка, Курск, Ростов-на-Дону, Макеевка, Ленинград (Приютино, Смольное). В октябре—ноябре 1943 года полк принимал участие в Киевской операции.
  - В январе-феврале 1944 года полк участвовал в прорыве блокады Ленинграда, бомбил укрепления немцев в пунктах: Красногвардейск, Гатчина, Красное Село, Пушкино и др. Совершал налеты на скопления противника в городах Хельсинки, Котка, Турку. Произведено 706 боевых вылетов, сброшено авиабомб — 665 тонн, парашютистов — 18 человек и 1600 килограмм груза.
  - 9 марта 1944 года полк перебазировался на аэродром Ротмистровка под Черкассами для оказания помощи войскам 1-го Украинского фронта
  - С 18 мая до 5 сентября 1944 года полк базируется на аэродроме Житомир. Отсюда выполняются вылеты по целям в Белоруссии, Молдавии и Польше.
  - 5 сентября 1944 года полк перелетел на аэродром во Львове.
  - За время проведения Зволенской операции 1-м гвардейским полком АДД выполнено 80 боевых вылетов с налетом 343 часа, перевезено — военных грузов 56,715 тонн, людей к партизанам — 160 человек и обратно – 144 человек. Также экипажами полка было вывезено Словацкое правительство с семьями (см. статью Словацкое национальное восстание) и 1100 кг золотого запаса этой страны [5].
  - 3 апреля 1945 года полк перебазировался на территорию Польши — аэродром Ясенки (Жешув). Последний боевой вылет в составе действующей армии полк совершил 28 апреля 1945 года на Бреслау, цель – склады вооружения.
- Итоги войны:

Всего за время Великой Отечественной войны экипажами полка было выполнено 7454 боевых вылета, общий полковой налет составил 33610 часов. На скопления противника было сброшено 6137 тонн авиабомб. Произведена выброска 2906 парашютистов, боеприпасов партизанам — 662 тонны. Полк потерял 72 самолёта и 184 человека л/с, из них 157 человек — непосредственно при выполнении боевой задачи.
Послевоенная история полка.
- 23 мая 1946 года полк покинул аэродром Ясенки в Польше. Полк временно базируется на аэродромах в района Каунаса, затем в Торжке и Выползово.
- 2 сентября 1946 года полк начинает перебазирование на Дальний восток, на аэродром Галёнки Приморского края. На этом аэродроме полк размещался до 1951 года, выполняя задачи планерного десантирования ВДВ, для чего в полку была организована четвёртая авиационная эскадрилья на планерах Ц-25. В остальных эскадрильях полка на вооружении были военно-транспортные Ли-2.
- В мае 1951 года полк приступил к теоретическому переучиванию на вертолёт Ми-4 на аэродроме Белоногово (г. Благовещенск). Практическое переучивание полка было отменено, но часть людей окончили обучение и перевелись в вертолётчики.
- В сентябре 1953 года полк был перебазирован на аэродром Среднебелое Амурской области.
- В 1960 году полк полным составом перебазирован на аэродром г. Фергана Узбекской ССР. В Фергане в это время расформировывался 22-й бомбардировочный авиационный полк на самолётах Ил-28. Часть личного состава из бомбардировочного полка пошла на пополнение транспортного полка. В дальнейшем этот аэродром оставался постоянным местом базирования для 194-й гвардейского транспортного полка вплоть до его расформирования. Вместе с авиационным полком в Фергану была передислоцирована 105-я воздушно-десантная дивизия (управление дивизии и 345-й парашютно-десантный полк) из Костромы.
- В 1961 году девять экипажей полка командируются в Юго-Восточную Азию (Вьетнам и Лаос). Целью командировки были обучение местных товарищей полётам и эксплуатации самолётов Ли-2, а также перевозки людей и грузов. Командировка продлилась до 1963 года.
- В 1964 году началось перевооружение полка на самолёт Ан-12.
- Весной 1979 года, за 9 месяцев до ввода советских войск в Афганистан, экипажи полка выполняли рейсы по доставке грузов афганским войскам[2].
- Во время войны в Афганистане на полк легла большая нагрузка по перевозкам в интересах 40-й армии. Последний вылет в Афганистан экипажем полка был выполнен в мае 1991 года. За это время было потеряно два самолёта Ан-12 (выкат за пределы ВПП на аэр. Кабул, погиб штурман и аварийная посадка на аэр. Шинданд, погибли экипаж и пассажиры, кроме кормового стрелка). Помимо полётов в Афганистан, экипажи полка периодически летали в Эфиопию, Вьетнам, Мозамбик, Анголу, на Мадагаскар. В 1989 году при посадке на аэродроме Камрань разбился Ан-12.
- С 1979 и по 1992 год на базе полка работал учебный авиационный центр (УАЦ) по переучиванию экипажей иностранных государств на самолёт Ан-12. УАЦ при передаче полка в ВС Узбекистана был переведён в Иваново в 610-й ЦБП и ПЛС ВТА ВВС.

## Подчинение[6]
- 21-я отдельная авиационная бригада первоначально входила напрямую в состав Северо-Кавказского военного округа РККА, оперативное подчинение командира бригады непосредственно командующему ВВС РККА командарму 2-го ранга Алкснису Я. И.
- с сентября 1940 по июнь 1941 в составе 42-й авиационной дивизии
- с июня 1941 по март 1942 года в составе 23-й тяжёлобомбардировочной дивизии
- с марта 1942 по сентябрь 1944 в составе 53-й авиационной дивизии дальнего действия
- с сентября 1944 по май 1946 в составе 4-й гвардейского бомбардировочного авиационного корпуса 18-й воздушной армии
- с мая по сентябрь 1946 в составе ВВС Московского ВО
- с сентября 1946 по 1953 год в составе транспортно-десантной авиации воздушно-десантной армии
- с 1953 года по 1995 год в составе военно-транспортной авиации
- с 1995 года в составе ВВС Узбекистана

## Награды
Орден Красного Знамени